# Soltam Systems

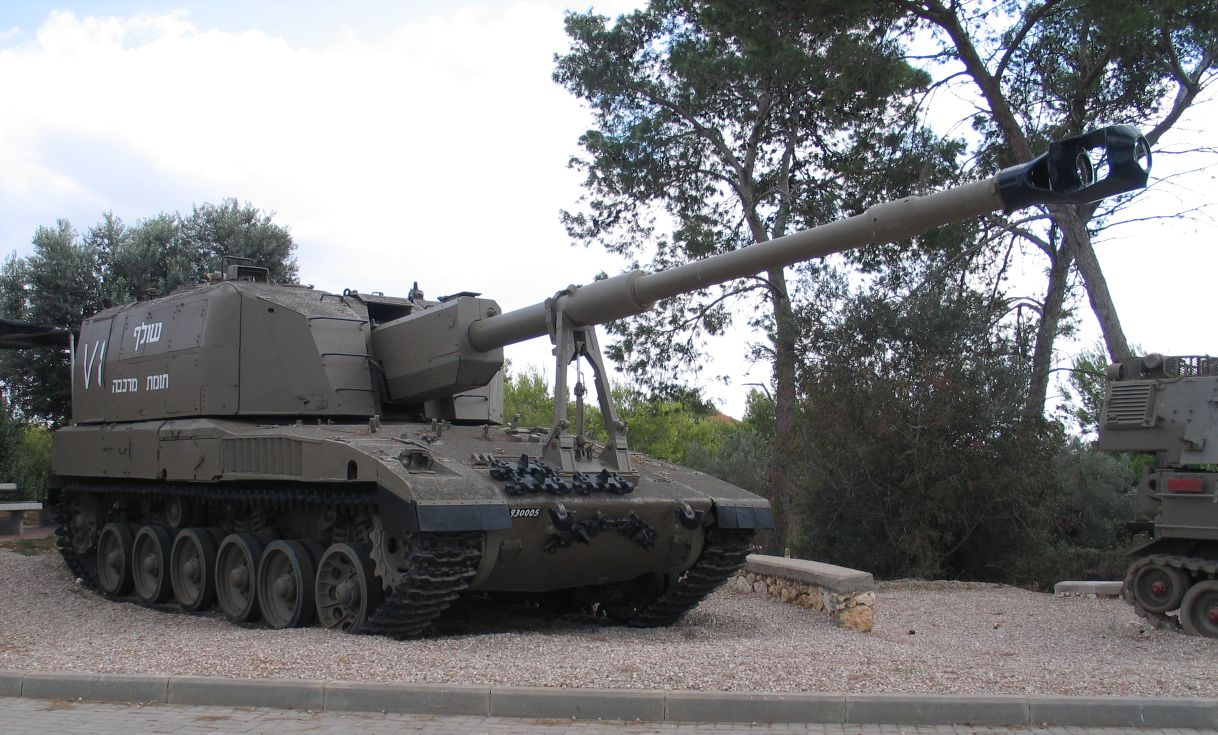
Soltam Systems Sholef

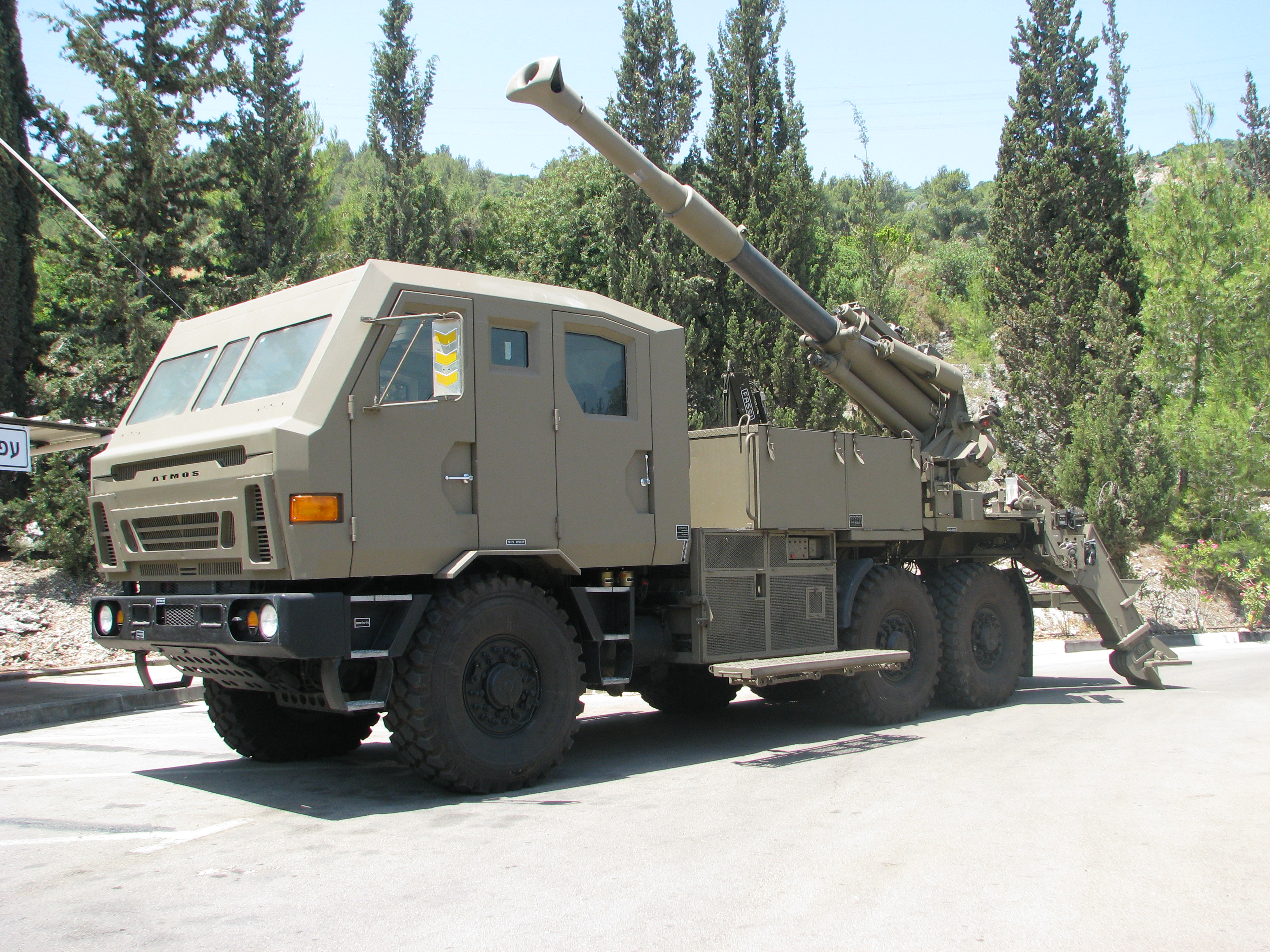
Soltam Systems ATMOS 2000

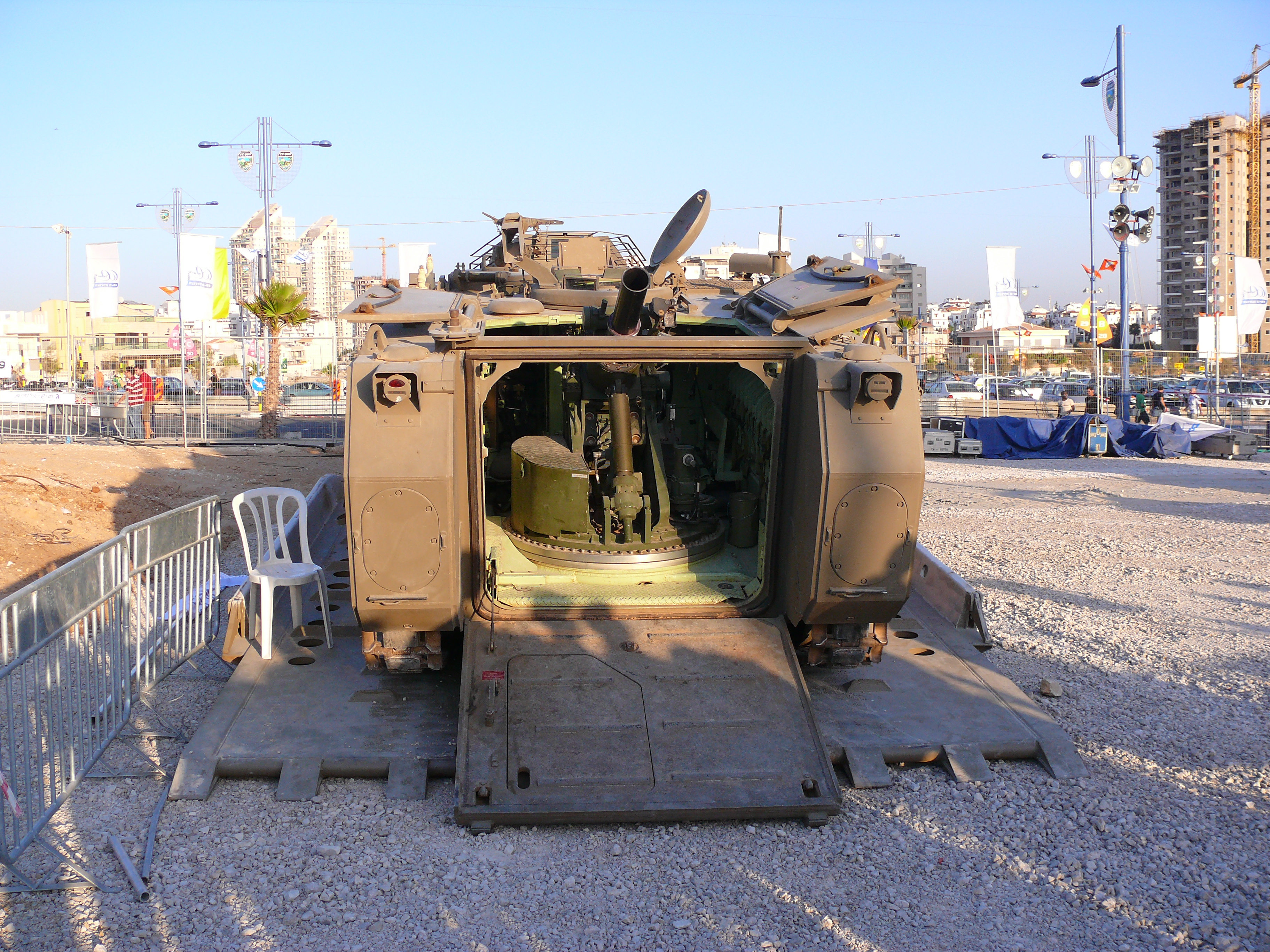
Soltam Cardom

Soltam Systems (en hébreu: סולתם מערכות) est une entreprise de défense israélienne située à Yoqneam, en Israël. L'entreprise développe et fabrique des systèmes d'artillerie avancés, des mortiers, des munitions et des équipements périphériques depuis 1952. Soltam Systems a pour clients les forces armées et spéciales de plus de 60 pays. Parmi les principaux clients de la société figurent les Forces de défense israéliennes (FDI), l'armée américaine et les pays de l'OTAN.

## Historique
Soltam est fondée en 1950 par Shlomo Zabludowicz (en) en tant que fabricant d'artillerie. La société est fondée en tant que coentreprise entre l'Israélien Solel Boneh (en) et la société luxembourgeoise Salgad, filiale à 100% du fabricant finlandais d'artillerie et de mortier Tampella.
En 1998, Koor Industries vend Soltam au groupe MIKAL. En octobre 2010, Soltam est vendue à Elbit Systems.

## Produits

### Artillerie
- ATMOS 2000 : canon automoteur autonome de 155 mm monté sur camion[4]
- ATHOS 2025 : système d'obusier remorqué autonome de 155 mm[5]
- M-68 : obusier remorqué de 155 mm
- M-71 (en) : obusier remorqué de 155 mm
- Rascal : obusier automoteur de 155 mm
- Slammer (Sholef) : obusier automoteur de 155 mm installé sur un Merkava

### Mortiers
- M-66 (en) : mortier de 160 mm
- Mortier de 120 mm
  - Cardom : Système autonome de mortier à recul
  - Soltam M-65 (en) : Mortier remorqué
  - Soltam K6
- Mortier de 81 mm[6]
  - B499 à longue portée
  - B502 à longue portée
  - B599 à portée étendue
  - CC8 : mortier monté sur véhicule
  - CARDOM : mortier monté sur véhicule
- Mortier de 60 mm
  - Mortier pour commando
  - Mortiers à portée étendue
  - Mortier monté sur véhicule

### Munitions
- 160 mm
- 120 mm
- 81 mm
- 60 mm